# میهن (ایران خورشیدی تابان دارد)
تصنیف میهن که به نام مصراع نخست ترانه، یعنی «ایران خورشیدی تابان دارد» شهره شده است، از جمله آهنگ‌های آلبوم چاووش ۷ بوده است. آهنگ ساختهٔ حسین علیزاده، و اجرا متعلق به محمدرضا شجریان است. ترانه‌سرا «الف. سپهر» خوانده شده است. هوشنگ ابتهاج در خاطرات خود گفته است متن این تصنیف را احسان طبری ساخته بود؛ اما چون آن را نپسندیده بود، همهٔ آن را تغییر داده و تنها خط آخر را از کلام نخستین طبری نگاه داشته بود. 
این تصنیف در چهارگاه ساخته شده است. 

### متن تصنیف
ایران خورشیدی تابان دارد
با جان پیوندی پنهان دارد
مهرش جاویدان با دل پیمان دارد
دل پاس پیمان دارد تا جان دارد
رسم فریاد و افغان بگذار
بانگ آزادی از جان بر دار
از خواب خواری گردید ایران بیدار
دل را چون دریا بر این طوفان بسپار
شوری دیگر در سر ماست
شوق اوجی در تن ماست
آزادی دامن بگشا
آهنگی دیگر بسرا
از خود گذر کن
هر سو نظر کن
بنگر ایران را
نور تابان را
عصری نو شد
چهره گشا